# Renee Montoya
Renee Maria Montoya è un personaggio immaginario creato per la serie animata Batman. Compare anche nel seguito Batman - Cavaliere della notte. Nel marzo 1992 viene introdotta nella continuity del DC Universe in Batman n. 475.
È stato classificato come l'80° personaggio più grande dei fumetti di tutti i tempi secondo la rivista Wizard, mentre il sito IGN l'ha inserita all'87º posto nella classifica dei più grandi eroi dei fumetti.

## Descrizione
Montoya è un'agente di polizia di Gotham City. Appena promossa ad agente investigativo viene inviata a operare con il rude Harvey Bullock, di cui diviene grande amica. Entrambi dimostrano grande rispetto nei confronti del commissario James Gordon. Poliziotta capace, onesta e coraggiosa, riconosce in Batman un valido sostegno nella lotta contro la criminalità, sebbene in pubblico sia tenuta a condannare l'attività dei giustizieri. Montoya, almeno nei fumetti, è omosessuale, e ha una relazione con la seconda Batwoman, Katherine Kane.

## Storia editoriale
Nella serie a fumetti Batman: Terra di nessuno, Montoya ricopre un ruolo molto importante, in quanto sceglie di restare a Gotham, sconvolta da un terremoto, combattendo al fianco di Gordon, Bullock, Sarah Essen e dei pochi agenti rimasti. Due Facce si innamora di lei, sviluppando un'ossessione che la costringe a rivelare la propria omosessualità. Tale notizia non viene presa bene dai suoi genitori, immigrati dominicani molto religiosi che la ripudiano. Una volta che la città viene ricostruita, Bullock viene promosso, e Montoya inizia a lavorare in coppia con Crispus Allen, che cerca di difendere quando viene accusato dell'omicidio del Ragno Nero. Quando il compagno viene a sua volta ucciso, fallisce nel tentativo di incastrare Jim Corrigan, il suo assassino, ragion per cui lascia il dipartimento di polizia.
In 52, a seguito di una caduta nell'alcolismo, viene contattata dall'investigatore Vic Sage, alias Question, che, malato di cancro, desidera fare di lei il proprio erede. Prende le lezioni di autodifesa da Richard Dragon, uno dei maggior esperti di arti marziali al mondo, già maestro di Sage, e diviene la nuova Question.

## Doppiatori
In Batman il personaggio di Montoya è doppiato in lingua inglese da Ingrid Oliu e Liane Schirmer, mentre in italiano ha la voce di Dania Cericola. Nell'adattamento di Knightfall è invece doppiata da Lorelei King. Infine, nella serie animata Gotham Girls, è doppiata da Adrienne Barbeau.

## Altri media

### Televisione
- Renee Montoya, interpretata da Victoria Cartagena, appare nella serie televisiva Gotham.

### Film

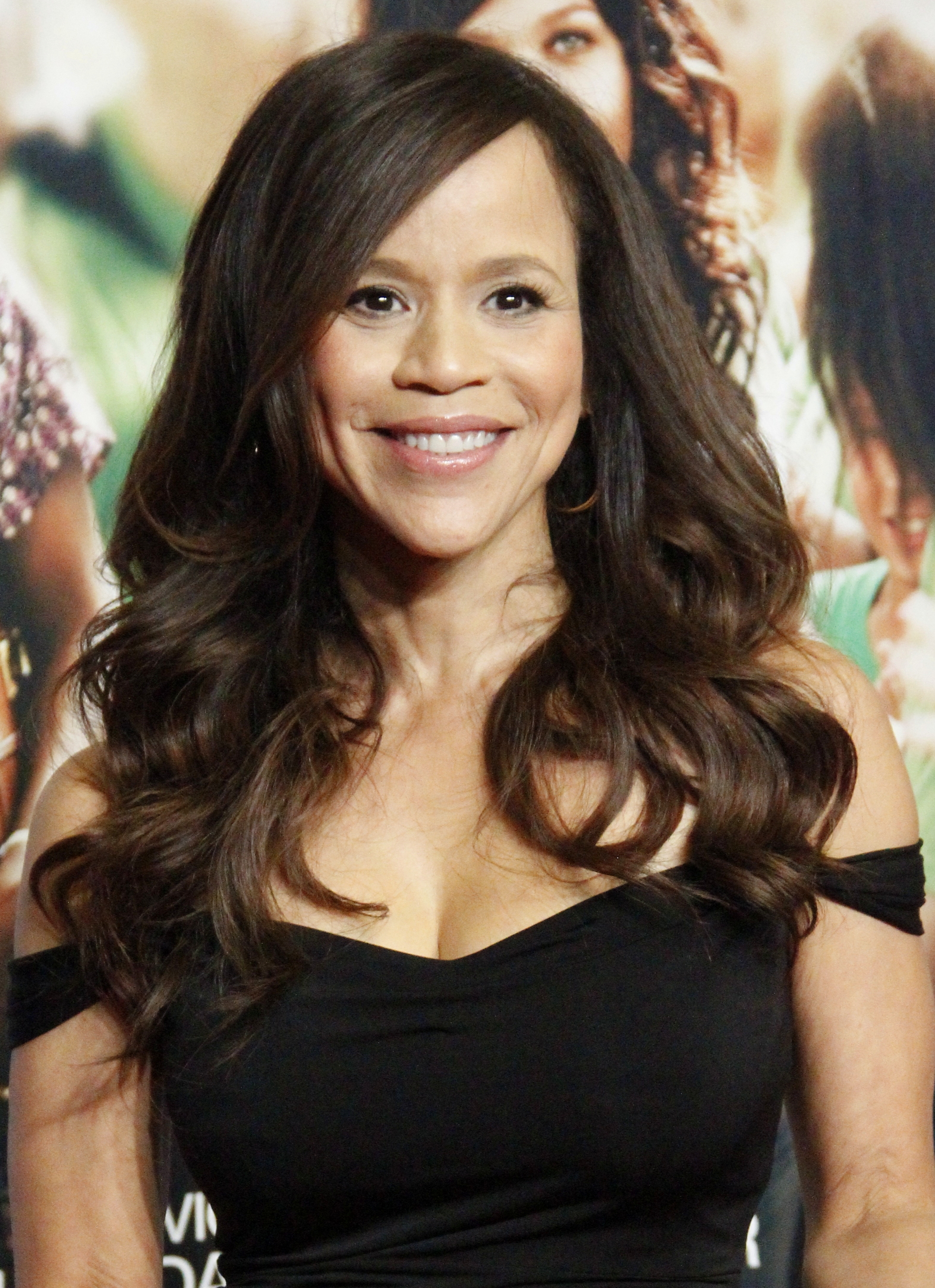
Rosie Perez interpreta Renee Montoya nel film Birds of Prey e la fantasmagorica rinascita di Harley Quinn

- Ha influenzato la figura di Ana Ramirez, personaggio del film Il cavaliere oscuro e del suo prequel animato Batman - Il cavaliere di Gotham. Ramirez è una poliziotta di discendenza latinoamericana, e si lascia corrompere da Sal Maroni per poter pagare le cure della madre, spesso ricoverata in ospedale.
- È apparsa al fianco di Harley Quinn in uno spin-off di Suicide Squad, Birds of Prey e la fantasmagorica rinascita di Harley Quinn, uscito nel febbraio 2020 all'interno del DC Extended Universe, interpretata da Rosie Perez.[4][5]

### Videogiochi
- Renee Montoya appare in una cutscene di Batman: Dark Tomorrow, della HotGen (2003), in cui affianca Harvey Bullock.
- Appare in DC Universe Online, della Sony Online Austin (2011) come seconda Question.
- Non è presente nel videogioco, ma in Batman: Arkham Knight, della Rocksteady Studios (2015), il suo nome appare in una tabella del GCPD con su scritti i nomi degli agenti di polizia spostati.
- Renee appare in Batman: The Telltale Series, della Telltale Games (2016), doppiata da Krizia Bajos. Nel primo episodio della serie videoludica è nella squadra capitana da James Gordon che interviene nella rapina al municipio di Gotham City. Nel secondo episodio viene drogata da Oswald Cobblepot, alias il Pinguino, dei Figli di Arkham, inducendola ad uccidere Carmine Falcone. Una volta tornata in sé rimarrà decisa più che mai a combattere i Figli di Arkham. Nel terzo episodio, infatti, si metterà all'inseguimento di un furgone del gruppo terroristico che sta trasportando la droga con cui l'hanno colpita. Nello stesso momento, l'automobile di Harvey Dent (che per scelta del videogiocatore nel secondo episodio potrà essere già diventato Due Facce) viene attaccata da un'altra auto dei Figli di Arkham, e questo porterà il videogiocatore a scegliere chi Batman dovrà aiutare: se il Cavaliere Oscuro sceglierà Renee, fermerà il furgone e stenderà i criminali, se invece sceglierà Harvey, il furgone riuscirà a fuggire e Renee rimprovererà Batman per il mancato aiuto e si dimetterà dal suo incarico di agente di polizia per farsi giustizia da sola nei confronti dei Figli di Arkham.